# Elaeosticta platyphylla
Elaeosticta platyphylla är en flockblommig växtart som först beskrevs av Jevgenij Korovin, och fick sitt nu gällande namn av Kljuykov, Pimenov och Vadim Nikolaevich Tikhomirov. Elaeosticta platyphylla ingår i släktet Elaeosticta och familjen flockblommiga växter. Inga underarter finns listade i Catalogue of Life.